# Point Appleby
Point Appleby ist eine Landspitze an der Westseite einer bislang unbenannten Insel, die 1,3 km südlich von Warren Island in der William Scoresby Bay an der Küste des ostantarktischen Mac-Robertson-Lands liegt.
Teilnehmer der britischen Discovery Investigations entdeckten, kartierten und benannten das Kap im Februar 1936 von Bord der RRS William Scoresby. Sie hielten es für einen Teil der Küste der William Scoresby Bay. Norwegische Kartografen korrigierten diesen Irrtum nach Auswertung von Luftaufnahmen, die bei der Lars-Christensen-Expedition 1936/37 entstanden.